# Arrondissement Vire
Arrondissement Vire (fr. Arrondissement de Vire) je správní územní jednotka ležící v departementu Calvados a regionu Normandie ve Francii. Jeho území je dále rozděleno do 3 kantonů (některé z nich zasahují částečně i do okolních arrondissementů), které jsou tvořeny jednotlivými obcemi.

## Kantony
- Aunay-sur-Odon (částečně)
- Condé-sur-Noireau (částečně)
- Vire